# Conselho de Herefordshire
O Conselho de Herefordshire é a autoridade governamental local do condado de Herefordshire, na Inglaterra. É uma autoridade unitária, combinando os poderes de um condado e distrito não metropolitanos.

## História
O Conselho foi formado no dia 1 de abril de 1998 após a divisão de Hereford e Worcester em dois condados distintos. O conselho recém-formado recebeu o direito de usar o brasão de armas do Conselho do Condado de Herefordshire. O Conselho inicialmente tinha a sua sede em Brockington House, 35 Hafod Road, Hereford mas mudou-se para Plough Lane em Hereford em 2009. As reuniões formais do conselho são realizadas no Shirehall em Hereford.